# Mine de Sunrise Dam
La mine de Sunrise Dam, en anglais : Sunrise Dam Gold Mine est une mine à ciel ouvert d'or détenu par AngloGold Ashanti en Australie-Occidentale. Son filon a été découvert en 1988, la mine a ouvert en 1995. La mine de Sunrise Dam atteint une profondeur de 440 mètres. Depuis 2003, les opérations minières sont devenues souterraines.

## Production
| Année | Production    | Teneur   | Coût par once |
| 2000  | 309 000 onces | 3,87 g/t | 309 A$        |
| 2001  | 297 000 onces | 4,12 g/t | 311 A$        |
| 2002  | 382 000 onces | 3,49 g/t | 312 A$        |
| 2003  | 358 000 onces | 3,12 g/t | 228 US$       |
| 2004  | 410 000 onces | 3,46 g/t | 260 US$       |
| 2005  | 455 000 onces | 3,68 g/t | 269 US$       |
| 2006  | 465 000 onces | 3,39 g/t | 298 US$       |
| 2007  | 600 000 onces | 4,86 g/t | 306 US$       |
| 2008  | 433 000 onces | 3,46 g/t | 531 US$       |
| 2009  | 401 000 onces | 2,87 g/t | 646 US$       |